# Strohwisch
Ein Strohwisch (auch Wiepe, Bannewisch, Hegeschaab oder Pfandschaub) besteht aus einem Bündel Stroh, das an einer etwa 1 m hohen Latte oder einem Holzstock befestigt ist. Der Strohwisch wird auf das Feld oder die Wiese gestellt. Damit zeigt der Feldbesitzer dem Schäfer, insbesondere dem Reiseschäfer, an, dass das Feld nicht beweidet werden darf.
Der Strohwisch wurde auch als Warnsymbol eingesetzt, zum Beispiel um nicht begehbare Wege oder seuchenbefallene Häuser zu kennzeichnen. Er war bis in das 20. Jahrhundert ein rechtsverbindliches Zeichen und in den Feldpolizeiverordnungen festgeschrieben.
Heute wird der Strohwisch auch benutzt, um Flächen zu kennzeichnen, die aus Gründen des Naturschutzes nicht betreten werden sollen.